# Arnold Dybek
Arnold Dybek (* 4. Mai 1975 in Kluczbork) ist ein deutscher Fußballspieler und -trainer.

## Sportliche Laufbahn
Der Badener Dybek kam über den Karlsruher SC und den Karlsruher FV gemeinsam mit seinem Zwillingsbruder Roland zum ASV Durlach, für den er von 1993 bis 1996 in der Oberliga Baden-Württemberg spielte. 1996 kam er zum FC Schalke 04. Er gehörte als Vertragsamateur zum Kader des Teams, das 1997 den UEFA-Pokal gewann. Allerdings kam der Mittelfeldspieler über die Rolle des Bankdrückers nicht hinaus. Sein einziger Bundesligaauftritt, in der Saison 1996/97, dauerte nur wenige Minuten: beim Spiel in Rostock wurde er am letzten Spieltag in der 88. Spielminute beim Stand von 0:0 für Miguel Pereira eingewechselt, ehe Radoslav Látal eine Minute später den Siegtreffer für den frischgebackenen UEFA-Pokalsieger erzielte. Dybek ist damit noch heute der Schalker Spieler mit der kürzesten Bundesliga-Einsatzzeit, denn auch in der Spielzeit 1997/98 schaffte er nicht den Sprung in den Profikader, kam zu keinem weiteren Ligaeinsatz und wechselte nach der Saison ablösefrei zu Fortuna Düsseldorf. Für die Fortuna machte er in der Saison 1998/99 28 Zweitligaspiele, stieg aber mit dem Tabellenletzten in die Regionalliga ab. In der Saison 1999/2000 spielte er für den späteren Absteiger TSF Ditzingen und von 2000 bis 2002 für den VfR Mannheim in der Regionalliga Süd, ehe er wieder in die Oberliga Baden-Württemberg wechselte. Dort spielte er zwei Jahre für den FC Nöttingen, mit dem er 2004 in die Regionalliga aufstieg.
Dybek verließ den FC Nöttingen nach dem direkten Wiederabstieg aus der Regionalliga 2005 und wechselte zum SV Linx, für den er ein Jahr in der Oberliga spielte.

## Trainerlaufbahn
Im Übergang zwischen Aktiven- und Verantwortlichenkarriere agierte er von 2006 bis 2008 als Spielertrainer des FC 07 Heidelsheim, mit dem Dybek 2007 in die Verbandsliga Baden aufstieg und den er im Sommer 2008 in Richtung des Kreisligisten FVgg Weingarten verließ. Zum 1. Juli 2009 trat er wieder beim FC Heidelsheim als Cheftrainer an und war dort bis zum Sommer 2011 tätig.
In den Jahren 2012–2015 war er als Spielertrainer beim FC West Karlsruhe aktiv und beendete dort aufgrund eines Kreuzbandrisses seine Spielerkarriere. Zur Saison 2015/16 wurde er als Trainer vom Verbandsligisten 1. FC Bruchsal verpflichtet.